# Даниелян, Феликс Данилович
Феликс Данилович Даниелян (21 января 1938, Ереван, Армянская ССР, СССР — 31 августа 2021) — советский и армянский зоолог, герпетолог. Доктор биологических наук (1989 г.), профессор (2002 г.).

## Биография
Феликс Даниелян родился в 1938 году в Ереване. В 1962 году окончил Ереванский государственный университет. С 1960 года работал в том же университете, был лаборантом кафедры зоологии ЕГУ, в 1962—1969 годах — старшим лаборантом кафедры, в 1969—1971 годах — ассистентом, с 1971 по 1979 год — старшим преподавателем, а с 1979 по 1990 год — доцентом, в 1990—2004 годах — профессор, с 2004 года — заведующий кафедрой зоологии ЕГУ.
Исследовательские интересы были связаны прежде всего с изучением партеногенетических ящериц (Darevskia) Армении, включая систематику, эволюцию, в частности, процессы видообразования, экологию отдельных видов и вопросы охраны земноводных и пресмыкающихся. К 1997 список научных трудов включал 75 работ и 3 монографии.

### Вклад в науку
В 1977 году совместно с И. С. Даревским описал пятый партеногенетической вид скальных ящериц — ящерицу Аззелла.

## Научные труды
- Даревский И. С., Даниелян Ф. Д. 1977. Lacerta uzzelli sp. nov. (Sauria, Lacertidae) — новый партеногенетический вид скальной ящерицы из Восточной Турции Архивная копия от 31 августа 2021 на Wayback Machine. // Труды Зоологического Института, Ленинград, т. 76, с. 55-59.
- Теория гибридного происхождения партеногенеза в группе кавказских скальных ящериц : (Эксперим.-теорет. исслед. ): автореферат дис. ... доктора биологических наук : 03.00.08 / АН УССР. Ин-т зоологии им. И. И. Шмальгаузена. - Киев, 1989. - 42 с.